# Fritz Kleinhempel
Friedrich August „Fritz“ Kleinhempel (* 4. Juli 1860 in Leipzig; † 7. August 1910 in Dresden) war ein deutscher Grafiker, Karikaturist, Werbe- und Plakatkünstler sowie Designer.

## Leben

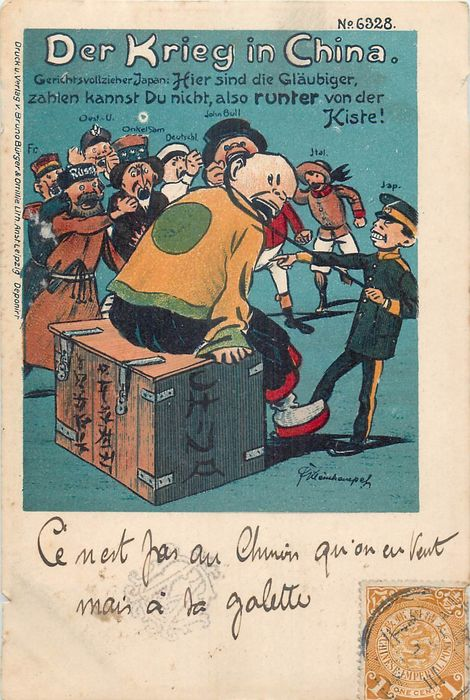
Politische Karikatur aus der Serie „Der Krieg in China“ mit figürlicher Darstellung der gegen China Vereinigten acht Staaten. Entwurf Fritz Kleinhempel;
Ansichtskarte Nr. 6328, Verlag Bruno Bürger & Ottilie, etwa August 1900

Fritz Kleinhempel studierte an der Kunstakademie Leipzig, der Großherzoglich-Sächsischen Kunstschule Weimar und an der Königlichen Kunstgewerbeschule in Dresden. Um 1900 bis ca. 1907 führte er in Dresden-Striesen mit seinen Geschwistern Erich und Gertrud Kleinhempel eine Privatschule für Kunstgewerbe.
Fritz Kleinhempel erstellte Entwürfe für Inneneinrichtungen, gestaltete Plakate und entwarf u. a. gemeinsam mit Max Pechstein Gläser. Ab 1902 erstellte er zahlreiche Entwürfe für Reformspielzeug, teilweise zusammen mit seinen Geschwistern, u. a. für die Werkstätten für deutschen Hausrat von Theophil Müller in Striesen und für den Spielwarenverlag C.F. Drechsel in Grünhainichen. Die Erstellung von Reformspielzeug in Dresden ab 1902 stand auf dem Hintergrund einer Unzufriedenheit mit der Qualität des damals massenhaft industriell produzierten Spielzeugs. Angestrebt wurden einfach gestaltete, aus natürlichen Materialien gefertigte und die Fantasie anregende Spielzeuge. Für Jordan & Timaeus entwarf Fritz Kleinhempel Zuckergussfiguren.
Fritz Kleinhempel verunglückte bei einem Unfall. Er wurde von seiner Schwester Gertrud in Bielefeld gepflegt, die damals Leiterin der Textilklasse an der Handwerker- und Kunstgewerbeschule Bielefeld war. Vermutlich 1910 zog er wieder nach Dresden, wo er bald darauf starb.
Die Geschwister Kleinhempel gehörten zu den produktivsten und vielseitigsten Vertretern im Bereich der Reformkunst. Ihre Arbeiten wurden regelmäßig in den führenden Kunstzeitschriften der Zeit vorgestellt.